# Barchín del Hoyo
Barchín del Hoyo es un municipio español perteneciente a la provincia de Cuenca, en la comunidad autónoma de Castilla-La Mancha. El término municipal, ubicado en la margen izquierda del Júcar, tiene una población de 101 habitantes (INE 2024).

## Geografía
Ubicación
Barchín se encuentra al final de La Mancha en la región conocida como Manchuela, entre los municipios de Olmedilla de Alarcón y Buenache de Alarcón. Su ubicación geográfica es 39º 40' latitud norte y 02º 4' longitud oeste. La localidad está situada a una altitud de 950 m sobre el nivel del mar.
| Noroeste: Piqueras del Castillo | Norte: Chumillas | Noreste: Solera de Gabaldón |
| Oeste: Buenache de Alarcón      |                  | Este: Gabaldón              |
| Suroeste: Olmedilla de Alarcón  | Sur: Valverdejo  | Sureste: Valverdejo         |

## Historia
En el término municipal se ha encontrado un poblado que probablemente date de la Edad del Hierro y habría perdurado hasta ser destruido por Aníbal a finales del siglo III a. C. También existen unas ruinas de un asentamiento romano posterior.
Barchín recibió el título de villa de los Reyes Católicos en 1478 o en 1479 por el apoyo que dio a la reina Isabel en su guerra con Juana la Beltraneja en contra de su señor natural, el marqués de Villena (en aquel momento señor de Alarcón, lugar de donde dependía Barchín).
A mediados del siglo XIX, la villa tenía contabilizada una población de 926 habitantes. Aparece descrita en el cuarto volumen del Diccionario geográfico-estadístico-histórico de España y sus posesiones de Ultramar de Pascual Madoz de la siguiente manera:

RARCHIRO DEL HOYO: v. con ayunt. en la prov. y dióc. de Cuenca (8 leg.), part. jud. de Motilla del Palancar (4), aud. terr. de Albacete (13), c. g. de Castilla la Nueva (Madrid 25): sit. en una hondonada dominada de grandes alturas que impiden la ventilacion: su clima es frio, húmedo y propenso á catarros pulmonares, herpes y erisipelas. Tiene 230 casas en calles espaciosas, y una plaza cuadrada; casa consistorial con un hermoso corredor, y á su inmediacion el pósito y la cárcel; escuela de primeras letras dotada con 300 rs. anuales de fondos de propios y la pension convenida con los padres de los alumnos; igl. parr (Ntra. Sra. de la Asuncion) servida por un cura párroco, cuya vacante provee la corona ó el diocesano, segun el mes en que ocurre, previa oposicion; es matriz y tiene por anejos á Valberdejo, Aliol y casas de Nabodres, y una fuente al estremo N. del pueblo del agua mas delicada que hay en toda la prov.: otra fuente llamada La Ontanilla se halla por el mismo lado á la dist. de mil pasos; y en diferentes direcciones las denominadas Vasillo, del r. Juanes, del Cano, Lavadera y La Pomela: tambien se encuentran al E. una ermita (San Roque), otra al O. (Ntra. Sra. del Espino), junto á esta el cementerio y sobre el cerro que forma la cord. á la parte oriental, los escombros de un cast. árabe entre los que se conserva una preciosa habitacion subterránea y una fuente admirable por lo delicado y abundancia de sus aguas á la altura en que se encuentra; baja encañada por el cerro á un colmenar que hay en la falda y sigue despues el camino de Gavaldon, para el surtido de los pasageros y trabajadores de las viñas; se denomina la Mota. El térm. se estiende 1/2 leg. en cuadro poco mas ó menos y confina N. con los de Almodovar del Pinar y Gavaldon; E. Buenache; S. Alarcon y Olmedillo, y O. Piqueras y Solera: en él se encuentran las ald. de Ateol, Verdejo y Nabodres á dist. de 1/2 leg. de la v.: no le baña sino un pequeño arroyo que baja de Nabodres. El terreno es pedregoso y de poca labor: los caminos de herradura: el correo lo recibe en Buenache un balijero; prod.: la mas abundante el aceite, tambien se cosechan trigo, cebada, centeno, avena, escaña y garbanzos en corta cantidad; hay caza de perdices, conejos, liebres, venados y ciervos, lobos, zorros, garduñas, vivoras y culebras; ind.: fabricacion de vidriado comun de escelente calidad con la tierra ferruginosa que abunda en el térm.; pobl.: 233 vec., 926 hab.; cap. prod.: 1.506,980 rs.; imp.: 75,349 rs.: importe de los consumos, 11,301 rs. 7 mrs. El presupuesto municipal asciende anualmente á 4,000 rs. y se cubre con los prod. de 2 hornos de pan cocer y 4 dehesas.
(Madoz, 1846, pp. 20-21)

## Demografía
Barchín del Hoyo cuenta con una población de 101 habitantes (INE 2024).
| Gráfica de evolución demográfica de Barchín del Hoyo entre 1842 y 2021                                              |
| |
| Población de derecho según los censos de población del INE Población de hecho según los censos de población del INE |

## Administración
| Periodo   | Nombre                   | Partido                           |
| --------- | ------------------------ | --------------------------------- |
| 2003-2007 | Isabel Marcilla Santiago | Partido Popular                   |
| 2011-2015 | Enrique Santiago Heras   | Partido Socialista Obrero Español |
| 2015-2019 | Enrique Santiago Heras   | Partido Socialista Obrero Español |
| 2019-2023 | Enrique Santiago Heras   | Partido Socialista Obrero Español |
| 2023-act. | Víctor Santiago Visier   | Cuenca Ahora                      |

## Símbolos
El escudo heráldico y la bandera que representan al municipio fueron aprobados oficialmente el 13 de agosto de 1998. El escudo se blasona de la siguiente manera:

Escudo partido,: Uno de gules, un rollo de plata; dos de plata, una vasija de barro cocido de gules. El escudo va timbrado con la corona real española.
Diario Oficial de Castilla-La Mancha nº 38 de 21 de agosto de 1998

La descripción textual de la bandera es la siguiente:

Bandera rectangular, de proporciones 2/3, dividida verticalmente en seis franjas de anchuras proporcionalmente respectivas a 2-1-2-2-1-2 y de colores, comenzando por el asta, alternativamente rojo y blanco.
Diario Oficial de Castilla-La Mancha nº 38 de 21 de agosto de 1998

## Fiestas y tradiciones
Sus fiestas patronales se celebran del 14 al 18 de agosto, tradicionalmente en honor a san Roque, con puñao, verbena y otros eventos.